# Distretto di Aybastı
Il distretto di Aybastı (in turco Aybastı ilçesi) è uno dei distretti della provincia di Ordu, in Turchia.